# Gazprom Neft
Gazprom Neft (russisch Газпром нефть, bis Juni 2006: Sibneft russisch Сибнефть) ist das fünftgrößte Mineralölunternehmen Russlands mit Firmensitz in Moskau. Gazprom Neft ist im RTS Index gelistet. Das Unternehmen wurde 1995 gegründet.
Sibneft hat wiederholt versucht, mit dem Unternehmen Jukos zu verschmelzen. Im Oktober 2005 wurde Sibneft von Gazprom übernommen; die Mehrheit an Sibneft gehörte bis dahin einer Firmengruppe von Roman Abramowitsch. Dieser verkaufte  sein Aktienpaket für 13,1 Milliarden Dollar. Der Name des Unternehmens wurde im Juni 2006 in Gazprom Neft geändert.
Laut Berichten des Wall Street Journal Ende 2024 soll Gazprom Neft gemeinsam mit Lukoil in Rosneft aufgehen.

## Unternehmenszahlen
Gazprom Neft ist einer der zwanzig größten Ölproduzenten weltweit. Der Konzern hat 4,5 Milliarden Barrel nachgewiesener Ölreserven sowie rund 60 Konzessionen für die Erforschung und Förderung von Erdöl in  Sibirien insbesondere in den Gebieten Autonomer Kreis der Jamal-Nenzen, Autonomer Kreis der Chanten und Mansen sowie den Regionen Omsk, Tomsk und Tschukotka. Es fördert zurzeit rund 256 Millionen Barrel Öl pro Jahr.
Gazprom Neft machte im ersten Halbjahr 2006 – berechnet nach US GAAP – 10,1 Milliarden US-Dollar Umsatz (plus 77 Prozent). Das EBITDA lag bei 2,6 Milliarden US-Dollar (plus 35 Prozent), der Nettogewinn bei 1,8  Milliarden US-Dollar (plus 22 Prozent).

## Sanktionen der EU,  des Vereinigten Königreiches und Vereinigten Staaten
Am 24. Februar 2022 wurde Gazprom Neft mit Sanktionen der EU, Vereinigten Staaten und dem Vereinigten Königreich belegt. Finanztransaktionen sind mit Gazprom Neft verboten.

## Eigene Militärfirma
Aus einem vom ukrainischen Militärgeheimdienst veröffentlichten angeblichen Dekret des russischen Premierministers, Michail Mischustin, geht hervor, dass Gazprom Neft im oder vor Februar 2023 ein Privates Sicherheits- und Militärunternehmen gründete.

## Logos der ehemaligenSibneft

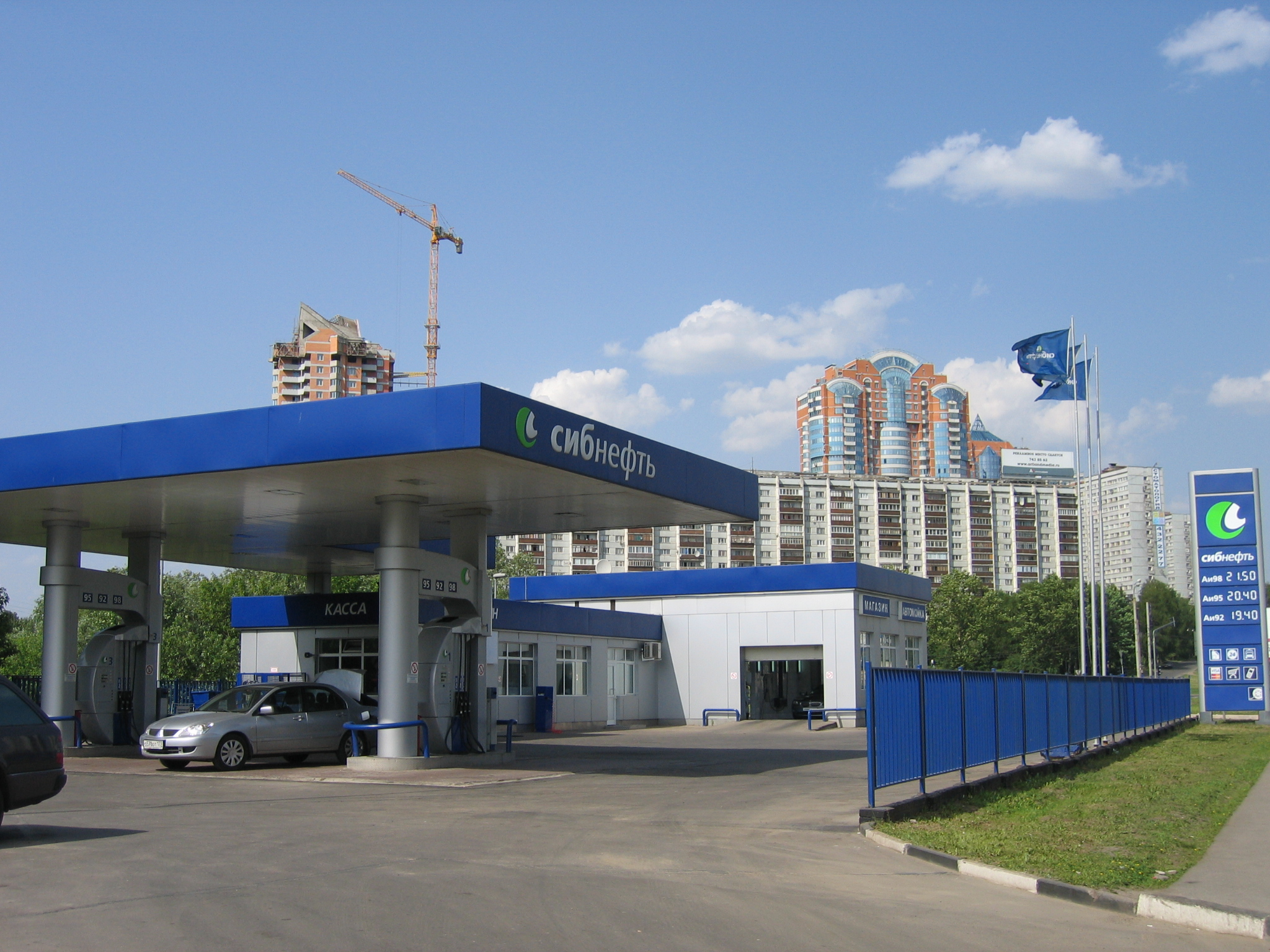
Eine Sibneft-Tankstelle in Moskau

Logo der ehemaligen Sibneft
Logo der ehemaligen Sibneft in kyrillischer Schrift